# Rugby Canada Super League 2007
Rugby Canada Super League 2007 – dziesiąta edycja najwyższej klasy rozgrywkowej w rugby union w Kanadzie. Zawody odbywały się w dniach 19 maja–18 sierpnia 2007 roku.
Terminarz rozgrywek został ustalony w grudniu 2006 roku.
W zawodach triumfowała drużyna Saskatchewan Prairie Fire, która w finałowym pojedynku pokonała zespół Niagara Thunder 28–12.

## Faza grupowa
Częściowe wyniki.

## Finał
| 18 sierpnia 2007 | Saskatchewan Prairie Fire | 28:12 | Niagara Thunder | Regina Rugby Club, Regina |
| 18 sierpnia 2007 |                           | 28:12 |                 | Regina Rugby Club, Regina |